# Daniela Beauvais
Daniela Beauvais (* 1959) ist eine deutsche Filmeditorin aus Köln.
Daniela Beauvais absolvierte ab 1986 eine klassische Schnittausbildung. Für die Folge Feuertaufe der Serie Alarm für Cobra 11 – Die Autobahnpolizei wurde sie 2003 für den Deutschen Kamerapreis für den besten Schnitt nominiert.

## Filmographie (Auswahl)
- 1996: Muchas gracias, Willy Wuff
- 1998–2009: Alarm für Cobra 11 – Die Autobahnpolizei (Fernsehserie, 27 Folgen)
- 2001: Klassentreffen – Mordfall unter Freunden
- 2004: Hai-Alarm auf Mallorca
- 2005: Tsunami
- 2005: Lasko – Im Auftrag des Vatikans
- 2010: 380.000 Volt – Der große Stromausfall
- 2010–2012: Der letzte Bulle (Fernsehserie, 11 Folgen)
- 2012: Der Ballermann – Ein Bulle auf Mallorca
- 2013: Großer Mann ganz klein!
- 2014: Gegen den Sturm
- 2015–2016: Herzensbrecher (Fernsehserie, 11 Folgen)
- 2016: Die Truckerin – Eine Frau geht durchs Feuer
- 2018: Bettys Diagnose (Fernsehserie, 4 Folgen)
- 2019: Die Klempnerin (Fernsehserie, 1 Folge)
- 2019: Heldt (Fernsehserie, 2 Folgen)